# Carlos Huertas
Carlos Huertas (né le 22 juin 1991 à Bogota) est un pilote automobile colombien. Après avoir effectué deux saisons de Formula Renault 3.5 Series (une victoire), il fait ses débuts en IndyCar Series lors de la saison 2014. Il passe avec succès le ROP (Rookie Orientation Program) de l'Indy 500 et pourra donc y participer pour la première fois de sa carrière chez Dale Coyne Racing.

## Carrière

### Résultats en karting
| Saison | Championnat                                         | Équipe        | Position |
| ------ | --------------------------------------------------- | ------------- | -------- |
| 2004   | Championnat panaméricain - Cadet 80 cm3             |               | 3e       |
| 2006   | Championnat panaméricain CIK-FIA Sudam - ICC Junior | Birel Parilla | 3e       |

### Résultats en monoplace
| Saison | Championnat                                 | Équipe            | Courses | Victoires | Poles | M. tours | Podiums | Points | Position |
| ------ | ------------------------------------------- | ----------------- | ------- | --------- | ----- | -------- | ------- | ------ | -------- |
| 2007   | Formule BMW UK                              | Double R Racing   | 18      | 0         | 0     | 0        | 0       | 336    | 13e      |
| 2007   | Formule BMW Finale mondiale                 | Double R Racing   | 1       | 0         | 0     | 0        | 0       | N/A    | 5e       |
| 2008   | Formule BMW Europe                          | Double R Racing   | 16      | 0         | 1     | 0        | 1       | 136    | 9e       |
| 2008   | Nikon Indy 300 F3 Challenge                 | R-Tek Motorsport  | 3       | 0         | 0     | 0        | 0       | 6      | 11e      |
| 2009   | Championnat de Grande-Bretagne de Formule 3 | Double R Racing   | 20      | 0         | 0     | 1        | 2       | 95     | 8e       |
| 2009   | Masters de Formule 3                        | Double R Racing   | 1       | 0         | 0     | 0        | 0       | N/A    | 18e      |
| 2009   | Grand Prix de Macao de Formule 3            | Manor Motorsport  | 1       | 0         | 0     | 0        | 0       | N/A    | 12e      |
| 2010   | Championnat de Grande-Bretagne de Formule 3 | Double R Racing   | 29      | 0         | 0     | 1        | 4       | 104    | 10e      |
| 2010   | Grand Prix de Macao de Formule 3            | Hitech Racing     | 1       | 0         | 0     | 0        | 0       | N/A    | 10e      |
| 2011   | Championnat de Grande-Bretagne de Formule 3 | Carlin Motorsport | 30      | 1         | 0     | 0        | 8       | 222    | 3e       |
| 2011   | Trophée international de Formule 3          | Carlin Motorsport | 8       | 0         | 0     | 0        | 0       | 15     | 8e       |
| 2011   | Formule 3 Euro Series                       | Carlin Motorsport | 3       | 0         | 0     | 0        | 0       | N/A    | invité   |
| 2012   | Formula Renault 3.5 Series                  | Fortec Motorsport | 17      | 0         | 0     | 0        | 0       | 35     | 16e      |
| 2013   | Formula Renault 3.5 Series                  | Carlin Motorsport | 17      | 1         | 0     | 1        | 1       | 30     | 14e      |
| 2014   | IndyCar Series                              | Dale Coyne Racing | 17      | 1         | 0     | 0        | 1       | 296    | 19e (*)  |

- (*) : saison en cours
- N/A : aucun point attribué (course unique ou pilote invité)